# Koen Metsemakers
Koen Metsemakers (30 de abril de 1992) é um remador neerlandês, campeão olímpico.

## Carreira
Metsemakers conquistou a medalha de ouro nos Jogos Olímpicos de Verão de 2020 em Tóquio com a equipe dos Países Baixos no skiff quádruplo masculino, ao lado de Dirk Uittenbogaard, Abe Wiersma e Tone Wieten, com o tempo de 5:32.03, marcando a quebra do recorde olímpico e mundial. Em 2024, obteve novamente o título do skiff quádruplo nas Olimpíadas em Paris.